# Giga Shanghai
La Giga Shanghai, chiamata anche Gigafactory 3 (ufficialmente
Gigafactory Shanghai, 特斯拉上海超级工厂S), è una fabbrica di autovetture elettriche,  batterie agli ioni di litio e componenti per veicoli elettrici situata a Shanghai, in Cina.
La struttura è di proprietà e gestita dall'azienda statunitense Tesla, Inc ed ospita l'assemblaggio finale della Tesla Model 3 e Tesla Model Y.
La municipalità di Shanghai ha approvato la costruzione dell'impianto di produzione nel luglio 2018 e nell'ottobre 2018 è stato firmato un contratto di locazione a lungo termine per circa 86 ettari di terreno. La costruzione è iniziata nel dicembre 2018 con l'installazione di recinzioni e del cantiere. L'impianto ha iniziato la produzione di Tesla Model 3 nell'ottobre 2019. I primi esemplari di Model 3 sono stati consegnati a dicembre 2019.
I ritmi di produzione della Model Y si attestano a circa meno di un minuto per assemblare una vettura intera. Nell'agosto 2022 è uscito dalle catene di montaggio il milionesimo esemplare.

## Automobili prodotte

### Auto in produzione
| Foto | Marca | Modello       | Inizio produzione |
| ---- | ----- | ------------- | ----------------- |
|      | Tesla | Tesla Model 3 | 2019              |
|      | Tesla | Tesla Model Y | 2022              |